# Campeonato Europeo de Biatlón de 1996
El III Campeonato Europeo de Biatlón se celebró en la localidad alpina de Val Ridanna (Italia) en 1996 bajo la organización de la Unión Internacional de Biatlón (IBU).

## Resultados

### Masculino
| Evento             | Oro                                                                             | Plata                                                                             | Bronce                                                                             |
| ------------------ | ------------------------------------------------------------------------------- | --------------------------------------------------------------------------------- | ---------------------------------------------------------------------------------- |
| 10 km velocidad    | Vladimir Drachov · Rusia ·                                                      | Serguei Tarasov · Rusia ·                                                         | Oleg Ryzhenkov · Bielorrusia ·                                                     |
| 20 km individual   | Serguei Tarasov · Rusia ·                                                       | Serguei Rozhkov · Rusia ·                                                         | Alexandr Popov · Bielorrusia ·                                                     |
| Relevos 4 × 7,5 km | Rusia · Viktor Maigurov · Vladimir Drachov · Serguei Rozhkov · Alexei Kobelev · | Bielorrusia · Alexei Aidarov · Oleg Ryzhenkov · Vadim Sashurin · Alexandr Popov · | Alemania · Ulf Karkoschka · Marco Morgenstern · Jan Wüstenfeld · Carsten Heymann · |

### Femenino
| Evento             | Oro                                                   | Plata                                                                       | Bronce                                                                         |
| ------------------ | ----------------------------------------------------- | --------------------------------------------------------------------------- | ------------------------------------------------------------------------------ |
| 7,5 km velocidad   | Eva Háková · República Checa ·                        | Soňa Mihoková · Eslovaquia ·                                                | Galina Kukleva · Rusia ·                                                       |
| 15 km individual   | Andreja Grasič Eslovenia                              | Olga Melnik · Rusia ·                                                       | Anna Stera · Polonia ·                                                         |
| Relevos 3 × 7,5 km | Rusia · Olga Melnik · Galina Kukleva · Olga Romasko · | Ucrania · Tetiana Vodopianova · Valentyna Tserbe-Nesina · Olena Zubrylova · | Bielorrusia · Natalia Ryzhenkova · Natalia Permiakova · Svetlana Paramyguina · |

## Medallero
| Núm. | País            | Oro | Plata | Bronce | Total |
| ---- | --------------- | --- | ----- | ------ | ----- |
| 1    | Rusia           | 4   | 3     | 1      | 8     |
| 2    | Eslovenia       | 1   | 0     | 0      | 1     |
| 2    | República Checa | 1   | 0     | 0      | 1     |
| 4    | Bielorrusia     | 0   | 1     | 3      | 4     |
| 5    | Eslovaquia      | 0   | 1     | 0      | 1     |
| 5    | Ucrania         | 0   | 1     | 0      | 1     |
| 7    | Alemania        | 0   | 0     | 1      | 1     |
| 7    | Polonia         | 0   | 0     | 1      | 1     |
|      | TOTAL           | 6   | 6     | 6      | 18    |